# Clinocardium blandum
Clinocardium blandum är en musselart som först beskrevs av Gould 1850.  Clinocardium blandum ingår i släktet Clinocardium och familjen hjärtmusslor. Inga underarter finns listade i Catalogue of Life.